# Monte Carlo Masters 2013 - Qualificazioni singolare
Le qualificazioni del singolare  del Monte Carlo Masters 2013 sono state un torneo di tennis preliminare per accedere alla fase finale della manifestazione. I vincitori dell'ultimo turno sono entrati di diritto nel tabellone principale. In caso di ritiro di uno o più giocatori aventi diritto a questi sono subentrati i lucky loser, ossia i giocatori che hanno perso nell'ultimo turno ma che avevano una classifica più alta rispetto agli altri partecipanti che avevano comunque perso nel turno finale.

## Teste di serie
1. Albert Ramos (qualificato)
2. Pablo Andújar (qualificato)
3. Victor Hănescu (qualificato)
4. Daniel Brands (qualificato)
5. Tobias Kamke (primo turno)
6. Édouard Roger-Vasselin (qualificato)
7. Blaž Kavčič (ultimo turno)

1. Gō Soeda (primo turno)
2. Albert Montañés (qualificato)
3. Guillaume Rufin (ultimo turno)
4. Łukasz Kubot (primo turno)
5. Thiemo De Bakker (ultimo turno)
6. Serhij Stachovs'kyj (ultimo turno)
7. Philipp Petzschner (ultimo turno)

### Qualificati
1. Albert Ramos
2. Pablo Andújar
3. Victor Hănescu
4. Daniel Brands

1. Jesse Huta Galung
2. Édouard Roger-Vasselin
3. Albert Montañés

## Tabellone

### Legenda
| - Q = Qualificato - WC = Wild card - LL = Lucky loser | - ALT = Alternate - SE = Special Exempt - PR = Protected Ranking | - w/o = Walkover - r = Ritirato - d = Squalificato |

### Sezione 1
|  | Primo turno | Primo turno       | Primo turno | Primo turno | Primo turno |  |  | Secondo turno | Secondo turno    | Secondo turno    | Secondo turno | Secondo turno |  |
|  |             |                   |             |             |             |  |  |               |                  |                  |               |               |  |
|  | 1           | Albert Ramos      | 7           | 5           | 7           |  |  |               |                  |                  |               |               |  |
|  | WC          | Jonathan Eysseric | 5           | 7           | 63          |  |  | 1             | Albert Ramos     | Albert Ramos     | 6             | 6             |  |
|  |             | Filippo Volandri  | 4           | 6           | 6           |  |  |               | Filippo Volandri | Filippo Volandri | 2             | 2             |  |
|  | 8           | Gō Soeda          | 6           | 1           | 0           |  |  |               |                  |                  |               |               |  |

### Sezione 2
|  | Primo turno | Primo turno       | Primo turno       | Primo turno | Primo turno |  |  | Secondo turno | Secondo turno   | Secondo turno   | Secondo turno | Secondo turno |  |
|  |             |                   |                   |             |             |  |  |               |                 |                 |               |               |  |
|  | 2           | Pablo Andújar     | Pablo Andújar     | 6           | 6           |  |  |               |                 |                 |               |               |  |
|  |             | Kenny De Schepper | Kenny De Schepper | 2           | 0           |  |  | 2             | Pablo Andújar   | Pablo Andújar   | 6             | 6             |  |
|  | WC          | Thomas Oger       | Thomas Oger       | 3           | 3           |  |  | 10            | Guillaume Rufin | Guillaume Rufin | 4             | 4             |  |
|  | 10          | Guillaume Rufin   | Guillaume Rufin   | 6           | 6           |  |  |               |                 |                 |               |               |  |

### Sezione 3
|  | Primo turno | Primo turno        | Primo turno        | Primo turno | Primo turno |  |  | Secondo turno | Secondo turno      | Secondo turno      | Secondo turno | Secondo turno |  |
|  |             |                    |                    |             |             |  |  |               |                    |                    |               |               |  |
|  | 3           | Victor Hănescu     | Victor Hănescu     | 6           | 6           |  |  |               |                    |                    |               |               |  |
|  |             | Gianluca Naso      | Gianluca Naso      | 1           | 2           |  |  | 3             | Victor Hănescu     | Victor Hănescu     | 6             | 6             |  |
|  |             | Matthias Bachinger | Matthias Bachinger | 6           | 6           |  |  |               | Matthias Bachinger | Matthias Bachinger | 4             | 4             |  |
|  | 11          | Łukasz Kubot       | Łukasz Kubot       | 1           | 1           |  |  |               |                    |                    |               |               |  |

### Sezione 4
|  | Primo turno | Primo turno          | Primo turno          | Primo turno | Primo turno |  |  | Secondo turno | Secondo turno    | Secondo turno | Secondo turno | Secondo turno |  |
|  |             |                      |                      |             |             |  |  |               |                  |               |               |               |  |
|  | 4           | Daniel Brands        | Daniel Brands        | 6           | 6           |  |  |               |                  |               |               |               |  |
|  |             | Igor' Andreev        | Igor' Andreev        | 0           | 0           |  |  | 4             | Daniel Brands    | 4             | 7             | 6             |  |
|  | WC          | Alessandro Giannessi | Alessandro Giannessi | 1           | 4           |  |  | 12            | Thiemo De Bakker | 6             | 6(0)          | 4             |  |
|  | 12          | Thiemo De Bakker     | Thiemo De Bakker     | 6           | 6           |  |  |               |                  |               |               |               |  |

### Sezione 5
|  | Primo turno | Primo turno        | Primo turno        | Primo turno | Primo turno |  |  | Secondo turno | Secondo turno      | Secondo turno      | Secondo turno | Secondo turno |  |
|  |             |                    |                    |             |             |  |  |               |                    |                    |               |               |  |
|  | 5           | Tobias Kamke       | Tobias Kamke       | 4           | 3           |  |  |               |                    |                    |               |               |  |
|  | ALT         | Jesse Huta Galung  | Jesse Huta Galung  | 6           | 6           |  |  | ALT           | Jesse Huta Galung  | Jesse Huta Galung  | 6             | 6             |  |
|  |             | Nicolas Mahut      | Nicolas Mahut      | 5           | 0           |  |  | 14            | Philipp Petzschner | Philipp Petzschner | 2             | 3             |  |
|  | 14          | Philipp Petzschner | Philipp Petzschner | 7           | 6           |  |  |               |                    |                    |               |               |  |

### Sezione 6
|  | Primo turno | Primo turno            | Primo turno            | Primo turno | Primo turno |  |  | Secondo turno | Secondo turno          | Secondo turno          | Secondo turno | Secondo turno |  |
|  |             |                        |                        |             |             |  |  |               |                        |                        |               |               |  |
|  | 6           | Édouard Roger-Vasselin | Édouard Roger-Vasselin | 6           | 6           |  |  |               |                        |                        |               |               |  |
|  |             | Tatsuma Itō            | Tatsuma Itō            | 4           | 3           |  |  | 6             | Édouard Roger-Vasselin | Édouard Roger-Vasselin | 6             | 6             |  |
|  |             | Florent Serra          | Florent Serra          | 0           | 3           |  |  | 13            | Serhij Stachovs'kyj    | Serhij Stachovs'kyj    | 2             | 4             |  |
|  | 13          | Serhij Stachovs'kyj    | Serhij Stachovs'kyj    | 6           | 6           |  |  |               |                        |                        |               |               |  |

### Sezione 7
|  | Primo turno | Primo turno     | Primo turno     | Primo turno | Primo turno |  |  | Secondo turno | Secondo turno   | Secondo turno   | Secondo turno | Secondo turno |  |
|  |             |                 |                 |             |             |  |  |               |                 |                 |               |               |  |
|  | 7           | Blaž Kavčič     | 6               | 65          | 6           |  |  |               |                 |                 |               |               |  |
|  | WC          | Romain Arneodo  | 4               | 7           | 2           |  |  | 7             | Blaž Kavčič     | Blaž Kavčič     | 3             | 2             |  |
|  |             | Steve Darcis    | Steve Darcis    | 4           | 4           |  |  | 9             | Albert Montañés | Albert Montañés | 6             | 6             |  |
|  | 9           | Albert Montañés | Albert Montañés | 6           | 6           |  |  |               |                 |                 |               |               |  |